# Диего Буонаноте
Диего Марио Буонаноте Ренде (на испански: Diego Mario Buonanotte Rende) е аржентински футболист, роден на 19 април 1988 г. в Теодолина. Играе като плеймейкър или крило за отбора на Ривър Плейт.

## Клубна кариера
Буонаноте дебютира в професионалния футбол на седемнадесетгодишна възраст на 9 април 2006 г., а седмица по-късно отбелязва и първия си гол в дербито с Бока Хуниорс. През 2007 г. е избран на 12 място в класацията на списание Уърлд Сокър за петдесетте най-обещаващи млади таланти, изпреварвайки играчи като Карим Бензема, Хуан Мата, Месут Йозил, Тио Уолкът и др. През декември 2009 г. Буонаноте катастрофира на аржентинска магистрала и получава тежки наранявания, а трима негови приятели умират на място. Първоначално прогнозите са да се завърне на терена след седем месеца, но той прави това още в средата на април 2010 г.

## Национален отбор
През 2007 г. Буонаноте дебютира за отбора на Аржентина до 20 г., а през 2008 г. печели златен медал на Олимпиадата в Пекин, но записва само един мач в турнира, в който вкарва и гол.

## Успехи
Ривър Плейт
- Примера дивисион Аржентина
  - Шампион: 2008 (Клаусура)

 Аржентина (ол.)
- Летни олимпийски игри
  - Шампион: 2008